# Ritmos (Delaunay)
Ritmos (en francés: Rythmes) es un óleo sobre lienzo de Robert Delaunay, realizada en 1934.   

## Descripción
La pintura es un óleo sobre lienzo con unas dimensiones de 1450 x 1130 centímetros. Es en la colección de la Centro Pompidou, en Paris.

## Análisis
Esta pintura muestra a las formas circulares que marca el regreso de Delaunay al orfismo.

## Europeana 280
En abril de 2016, la pintura Ritmos fue seleccionada como una de las diez más grandes obras artísticas de Francia por el proyecto Europeana.